# Alt Mölln
Alt Mölln est une commune allemande du Schleswig-Holstein, située dans l'arrondissement du duché de Lauenbourg (Kreis Herzogtum Lauenburg), à deux kilomètres à l'ouest de la ville de Mölln, séparée d'elle par le canal Elbe-Lübeck. Alt Mölln est l'une des onze communes de l'Amt Breitenfelde dont le siège est à Breitenfelde.